# Криспен (персонаж)

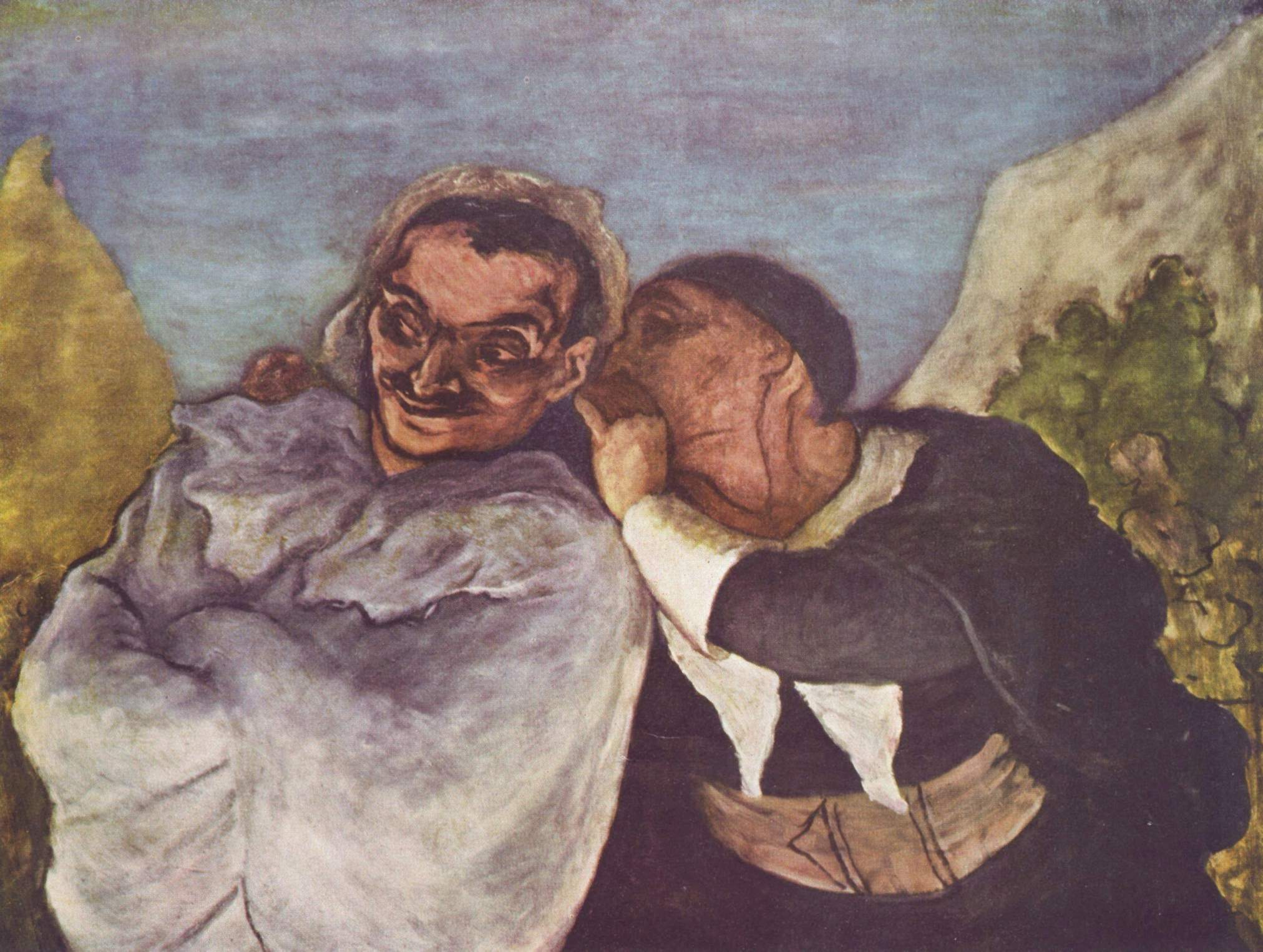
«Криспен и Скапен», картина Оноре Домье, музей Орсэ

Криспе́н — персонаж плутоватого и неуклюжего слуги, впервые выведенный Полем Скарроном в комедии «Саламанкский школяр, или Великодушные враги» (1654).

## Роль
Типаж хитрого слуги стал популярным благодаря французскому актёру Бельрошу (настоящее имя Раймонд Пуассон), который играл эту роль, начиная с 1660 года.

## Костюм
Имел характерный костюм — короткополый чёрный полукафтан с широким белым воротником, кружевными манжетами и коротким чёрным плащом, — и отличался своеобразным комическим говорком.

## Персонаж многих пьес
После смерти Скаррона появляется множество комических пьес, в которых действует Криспен:
- пьеса Данкура «Модный кавалер» (Le Chevalier à la mode; 1687);
- пьеса Реньяра «Любовное безумие» (Les Folies amoureuses; 1704);
- пьеса Лесажа «Криспен, соперник своего господина» (Crispin rival de son maître; 1707);
- пьеса Реньяра «Единственный наследник» (Le Légataire universel; 1708);
- «Crispin médecin» автора Hauteroche;
- «Les Grisettes et Crispin chevalier» автора Champmeslé;
- «Crispin gentilhomme» автора Montfleury fils;
- «Crispin précepteur et Crispin bel esprit» автора La Thuillerie и др.